# Bjerge
Bjerge is een plaats in de Deense regio Seeland, gemeente Kalundborg, en telt 265 inwoners (2008).